# Kevin Lima
Kevin William Lima (Pawtucket, 12 giugno 1962) è un regista statunitense.

## Biografia
Di nonni di origini portoghesi, ha lavorato in diversi film della Disney, come Tarzan nel 1999, e in La carica dei 102 - Un nuovo colpo di coda l'anno successivo. Ha anche partecipato alle sceneggiature di Aladdin (1992) e Oliver & Company (1988).
Nel 2007 ha diretto, sempre per la Disney, il film in tecnica mista Come d'incanto.

## Vita privata
È sposato con la regista Brenda Chapman da cui ha avuto una figlia, Emma Rose.

## Filmografia

### Regista

#### Lungometraggi
- In viaggio con Pippo (A Goofy Movie) (1995)
- Tarzan, co-regia con Chris Buck (1999)
- La carica dei 102 - Un nuovo colpo di coda (2000)
- Come d'incanto (Enchanted) (2007)

#### Film TV
- Eloise al Plaza (2003)
- Eloise a Natale (2003)

### Animatore

#### Cortometraggi
- Pippo e lo sport in Calciomania (1987)

#### Lungometraggi
- Le avventure dei Chipmunk (1987)
- Le avventure del piccolo tostapane (1987)
- Oliver & Company (1988)
- La sirenetta (1989)
- Bianca e Bernie nella terra dei canguri (1990)
- La bella e la bestia (1991)

### Sceneggiatore
- Oliver & Company (1988)
- Aladdin (1992)